# Barta’a
Barta’a (arab. ‏برطعة‎) – palestyńskie miasto położone w muhafazie Dżanin, w Autonomii Palestyńskiej. Według danych szacunkowych Palestyńskiego Centralnego Biura Statystycznego w 2016 roku miejscowość liczyła 5190 mieszkańców